# Чечотка Раїса Степанівна
Раї́са Степа́нівна Чечо́тка (? — ?) — українська радянська діячка, новатор виробництва, свердлувальниця Старокраматорського машинобудівного заводу імені Серго Орджонікідзе Донецької області. Депутат Верховної Ради УРСР 8-го скликання.

## Біографія
Трудову діяльність розпочала ученицею свердлувальника Старокраматорського машинобудівного заводу імені Серго Орджонікідзе Донецької області. Без відриву від виробництва закінчила середню школу в місті Краматорську.
На 1960—1970-ті роки — свердлувальниця механічного цеху № 3 Старокраматорського машинобудівного заводу імені Серго Орджонікідзе Донецької області. Їй було присвоєно звання ударника комуністичної праці.
Член КПРС з 1964 року.

## Нагороди
- орден Трудового Червоного Прапора
- ордени
- медалі